# فيشا الصغرى
فيشا الصغرى وحصتها، قرية رئيسية تابعة لمركز الباجور التابع لمحافظة المنوفية في جمهورية مصر العربية.

## التاريخ
قرية فيشا الصغرى من القرى القديمة، حيث وردت باسم «فيشه الصغرى» في أعمال المنوفية ضمن قرى الروك الصلاحي التي أحصاها ابن مماتي في كتاب قوانين الدواوين، كما وردت باسم «فيشه الصغرى» في أعمال المنوفية ضمن قرى الروك الناصري التي أحصاها ابن الجيعان في كتاب «التحفة السنية بأسماء البلاد المصرية». وفي العصر العثماني وردت باسم «فيشه الصغرى» في التربيع العثماني الذي أجراه الوالي العثماني سليمان باشا الخادم في عصر السلطان العثماني سليمان القانوني ضمن قرى ولاية المنوفية، وفي تاريخ 1228هـ/1813م الذي عدّ قرى مصر بعد المسح الذي قام به محمد علي باشا باسم «فيشا الصغرى» ضمن قرى مديرية المنوفية.

## السكان
بلغ عدد سكان فيشا الصغرى وحصتها 6,624 نسمة، حسب الإحصاء الرسمي لعام 2006.